# 多度観音堂
法雲寺（ほううんじ）多度観音堂（たどかんのんどう）は、三重県桑名市多度町にある、真言宗の寺院。山号は、多度山（たどさん）。

## 文化財
- ̪千手観音菩薩立像（桑名市指定文化財）
- ̪十一面観音菩薩立像（桑名市指定文化財）